# Panicoideae
Sous-famille
Les Panicoideae sont une importante sous-famille de plantes monocotylédones de la famille des Poaceae (Graminées), la deuxième en importance par le nombre d'espèces qu'elle regroupe, plus de 3500, présentes principalement dans les régions tropicales et tempérées chaudes
.
Cette sous-famille comprend quelques-unes des plus importantes plantes cultivées, dont la canne à sucre, le maïs, le sorgho commun et le panic érigé (Panicum virgatum).
La photosynthèse en C4 a évolué indépendamment un certain nombre de fois dans cette sous-famille, qui avait probablement un ancêtre à fixation du carbone en C3.
| Groupe                    | Tribu         | Principaux genres |
| ------------------------- | ------------- | --- |
| Groupe 1 : Panicodae      | Isachneae     | Coelachne, Cyrtococcum, Heteranthoecia, Hubbardia, Isachne, Limnopoa, Sphaerocaryum |
| Groupe 1 : Panicodae      | Neurachneae   | Neurachne, Paraneurachne, Thyridolepis |
| Groupe 1 : Panicodae      | Arundinelleae | Arundinella, Chandrasekharania, Danthoniopsis, Diandrostachya, Dilophotriche, Garnotia, Gilgiochloa, Isalus, Jansenella, Loudetia, Loudetiopsis, Trichopteryx, Tristachya, Zonotriche |
| Groupe 1 : Panicodae      | Paniceae      | Achlaena, Acostia, Acritochaete, Acroceras, Alexfloydia, Alloteropsis, Amphicarpum, Ancistrachne, Anthaenantiopsis, Anthenantia, Anthephora, Arthragrostis, Arthropogon, Axonopus, Baptorhachis, Beckeropsis, Boivinella, Brachiaria, Calyptochloa, Camusiella, Cenchrus, Centrochloa, Chaetium, Chaetopoa, Chamaeraphis, Chasechloa, Chloachne, Chlorocalymma, Cleistochloa, Cliffordiochloa, Commelinidium, Cymbosetaria, Cyphochlaena, Dallwatsonia, Dichanthelium, Digitaria, Digitariopsis, Dimorphochloa, Dissochondrus, Eccoptocarpha, Echinochloa, Echinolaena, Entolasia, Eriochloa, Fasciculochloa, Gerritea, Holcolemma, Homolepis, Homopholis, Hydrothauma, Hygrochloa, Hylebates, Hymenachne, Ichnanthus, Ixophorus, Lasiacis, Lecomtella, Leptocoryphium, Leptoloma, Leucophrys, Louisiella, Megaloprotachne, Melinis, Mesosetum, Microcalamus, Mildbraediochloa, Odontelytrum, Ophiochloa, Oplismenopsis, Oplismenus, Oryzidium, Otachyrium, Ottochloa, Panicum, Paratheria, Parectenium, Paspalidium, Paspalum, Pennisetum, Perulifera, Plagiantha, Plagiosetum, Poecilostachys, Pseudechinolaena, Pseudochaetochloa, Pseudoraphis, Reimarochloa, Reynaudia, Rhynchelytrum, Sacciolepis, Scutachne, Setaria, Setariopsis, Snowdenia, Spheneria, Spinifex, Steinchisma, Stenotaphrum, Stereochlaena, Streptolophus, Streptostachys, Taeniorhachis, Tarigidia, Tatianyx, Thrasya, Thrasyopsis, Thuarea, Thyridachne, Trachys, Tricholaena, Triscenia, Uranthoecium, Urochloa, Whiteochloa, Xerochloa, Yakirra, Yvesia, Zygochloa |
| Groupe 2 : Andropogonodae | Andropogoneae | - Sous-tribu des Andropogoninae : Agenium, Anadelphia, Andropogon, Andropterum, Apluda, Apocopis, Arthraxon, Asthenochloa, Bhidea, Bothriochloa, Capillipedium, Chrysopogon, Chumsriella, Clausospicula, Cleistachne, Cymbopogon, Dichanthium, Diectomis, Digastrium, Diheteropogon, Dimeria, Dybowskia, Eccoilopus, Elymandra, Eremopogon, Erianthus, Eriochrysis, Euclasta, Eulalia, Eulaliopsis, Exotheca, Germainia, Hemisorghum, Heteropogon, Homozeugos, Hyparrhenia, Hyperthelia, Hypogynium, Imperata, Ischaemum, Ischnochloa, Iseilema, Kerriochloa, Lasiorhachis, Leptosaccharum, Lophopogon, Microstegium, Miscanthidium, Miscanthus, Monium, Monocymbium, Narenga, Parahyparrhenia, Pleiadelphia, Pobeguinea, Pogonachne, Pogonatherum, Polliniopsis, Polytrias, Pseudanthistiria, Pseudodichanthium, Pseudopogonatherum, Pseudosorghum, Saccharum, Schizachyrium, Sclerostachya, Sehima, Sorghastrum, Sorghum, Spathia, Spodiopogon, Thelepogon, Themeda, Trachypogon, Triplopogon, Vetiveria, Ystia - Sous-tribu des Rottboelliinae : Chasmopodium, Coelorachis, Elionurus, Eremochloa, Glyphochloa, Hackelochloa, Hemarthria, Heteropholis, Jardinea, Lasiurus, Lepargochloa, Loxodera, Manisuris, Mnesithea, Ophiuros, Oxyrhachis, Phacelurus, Pseudovossia, Ratzeburgia, Rhytachne, Robynsiochloa, Rottboellia, Thaumastochloa, Thyrsia, Urelytrum, Vossia |
| Groupe 2 : Andropogonodae | Maydeae       | Chionachne, Coix, Euchlaena, Polytoca, Sclerachne, Trilobachne, Tripsacum, Zea |

## Liste des tribus et sous-tribus
Selon NCBI (9 juin 2013) :
- tribu des Andropogoneae
- tribu des Arundinelleae
- tribu des Centotheceae
- tribu des Chasmanthieae
- tribu des Cyperochloeae
- tribu des Gynerieae
- tribu des Hubbardieae
- tribu des Paniceae
- tribu des Paspaleae
  - sous-tribu des Arthropogoninae
  - sous-tribu des Otachyriinae
  - sous-tribu des Paspalinae
- tribu des Steyermarkochloeae
- tribu des Thysanolaeneae
- tribu des Tristachyideae
- tribu des Zeugiteae

## Galerie

Diversité des Panicoideae
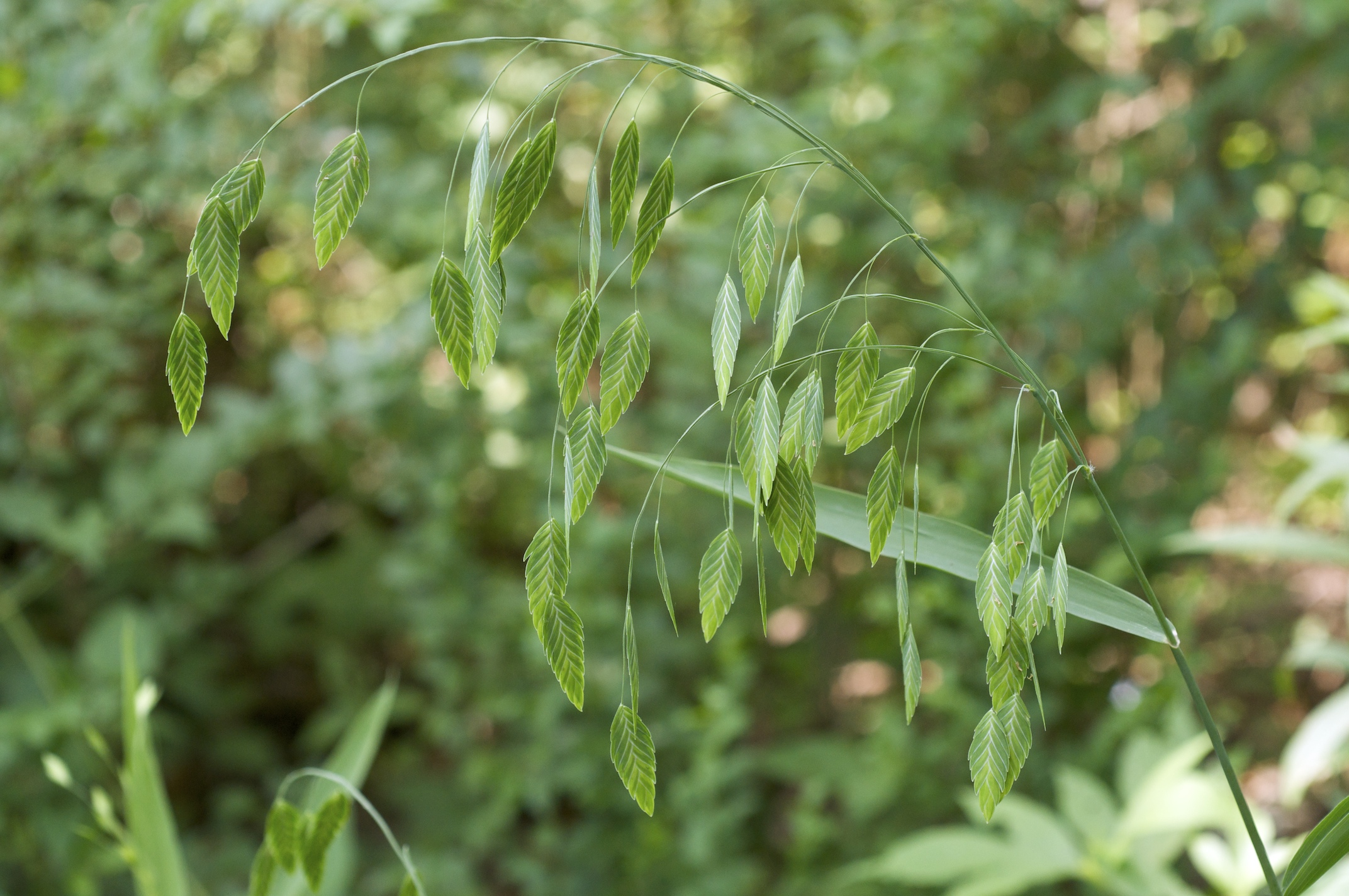
Chasmanthium latifolium (Chasmanthieae).
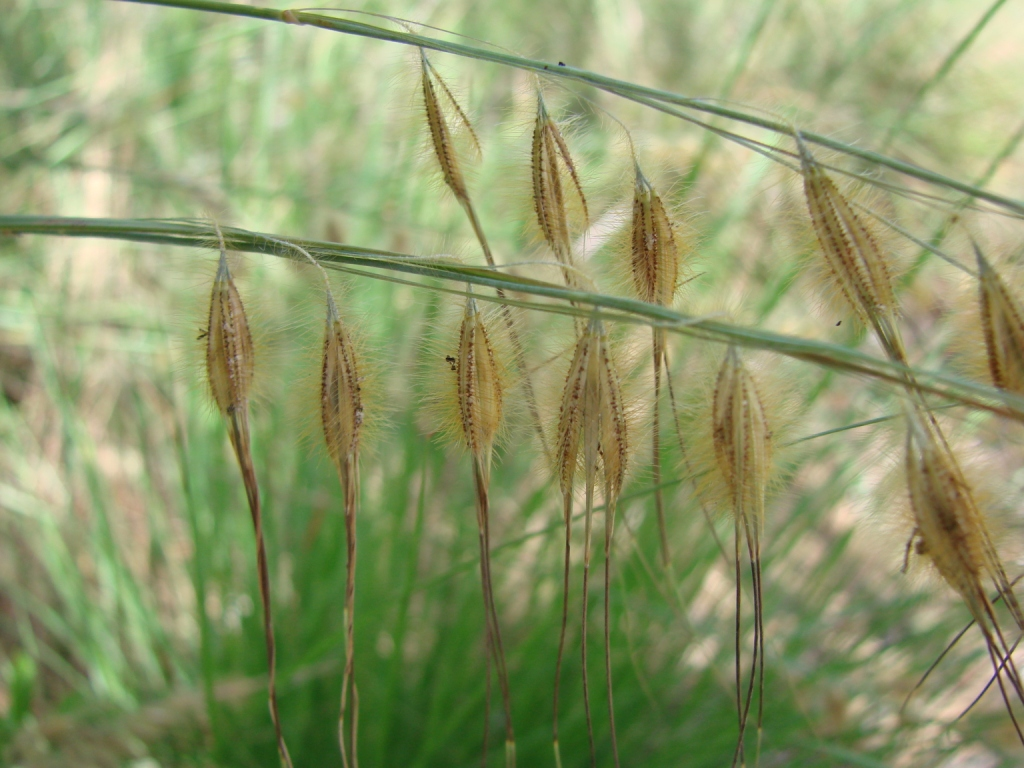
Épillets de Loudetiopsis chrysothrix (Tristachyideae).
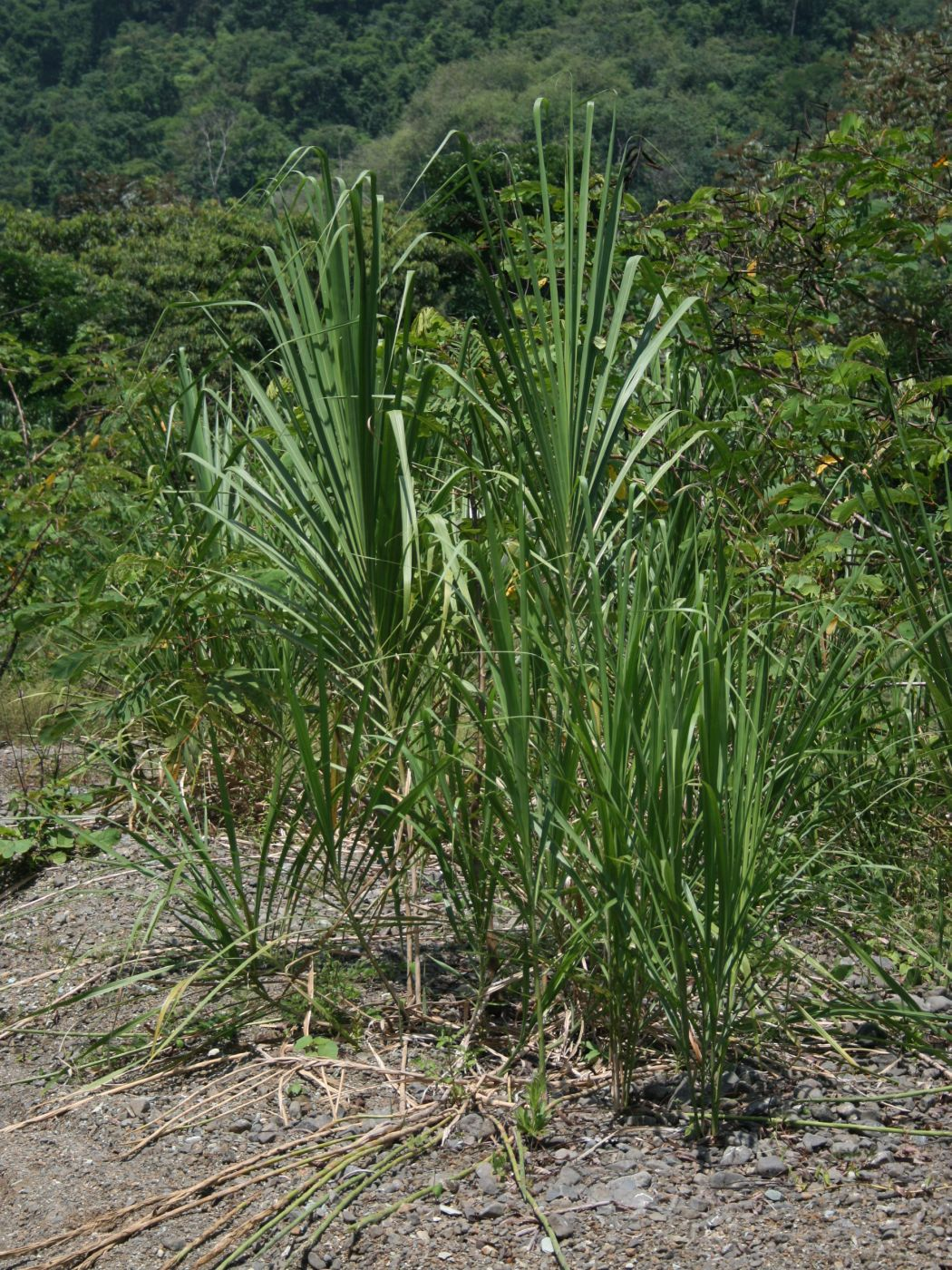
Gynerium sagittatum (Gynerieae).
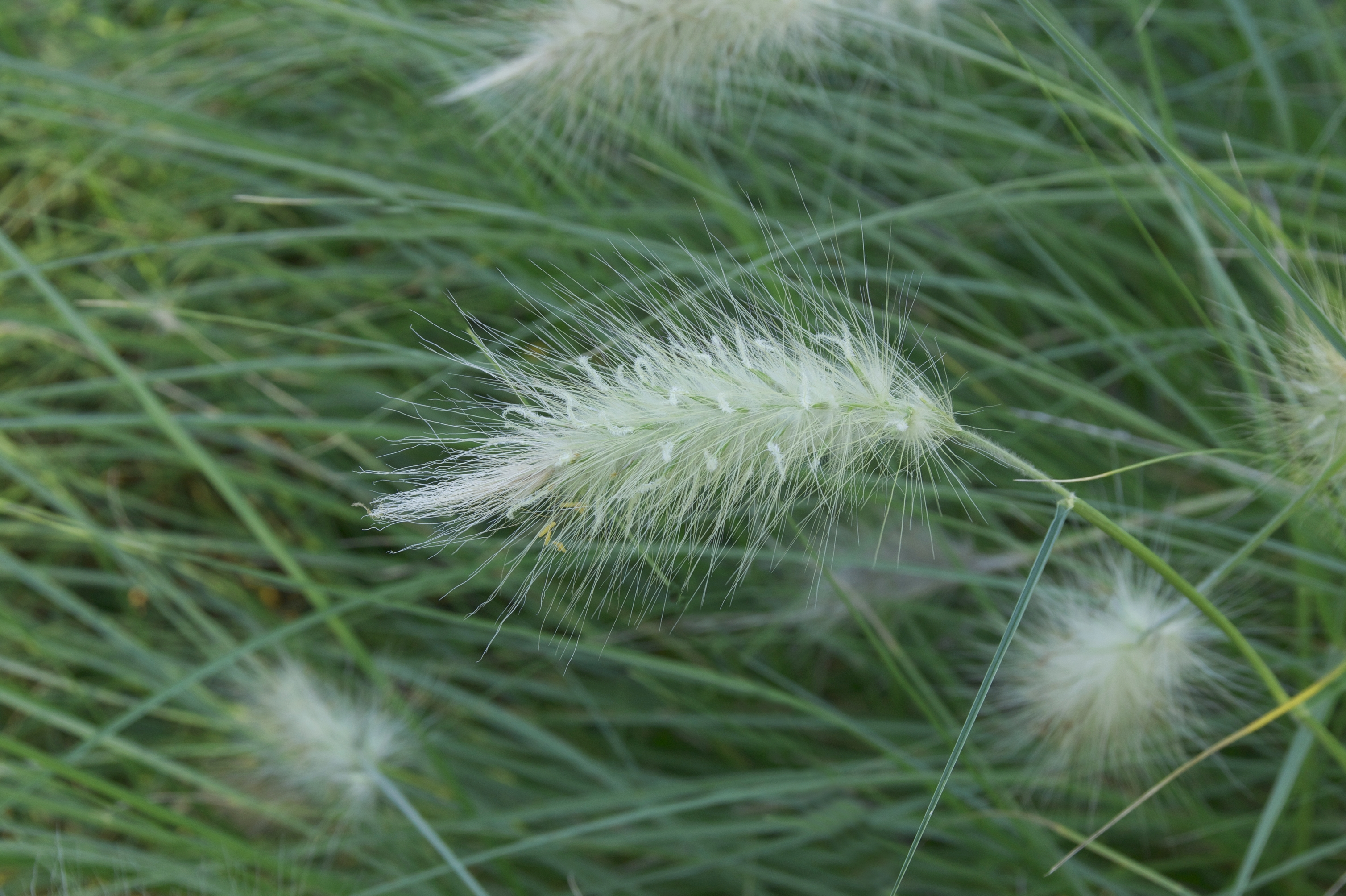
Pennisetum villosum (Paniceae).
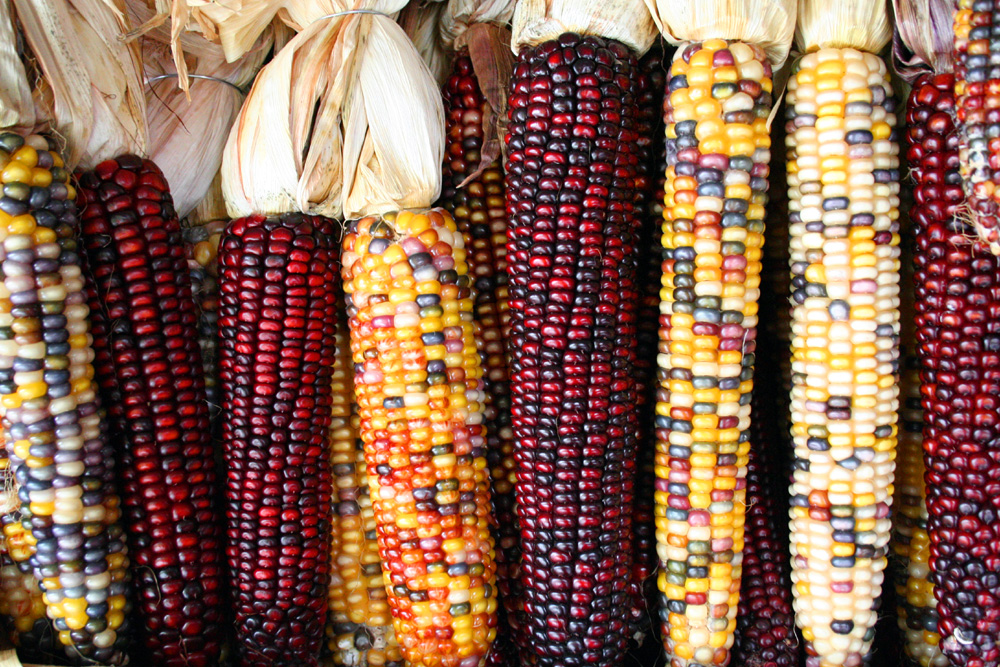
Maïs cultivé (Zea mays, Andropogoneae).